# Степановка 1-я
Степановка 1-я — упразднённая деревня в Татарском районе Новосибирской области. Входила в состав Увальского сельсовета. Ликвидирована в 2011 г.

## География
Площадь деревни — 72 гектаров.

## История
В 1928 г. деревня состояла из 38 хозяйств, основное население — русские. Центр Степановского 1-го сельсовета Татарского района Барабинского округа Сибирского края.

## Население
| 2002 | 2007 | 2010 |
| ---- | ---- | ---- |
| 5    | ↘0   | →0   |

## Инфраструктура
В деревне по данным на 2007 год отсутствует социальная инфраструктура.